# Luce Garcia-Ville
Luce Garcia-Ville (Madrid, 28 de abril de1932-París, 14 de mayo de 1975) fue una actriz teatral, cinematográfica y televisiva de nacionalidad francesa.
Actriz de carácter sensible, brilló especialmente sobre las tablas. Estuvo casada con el también actor Sacha Pitoëff. Había sido una de las firmantes del Manifiesto de las 343, por el cual afirmaba haberse sometido a un aborto.

## Filmografía

### Cine
- 1961 : El año pasado en Marienbad, de Alain Resnais
- 1971 : Rendez-vous à Bray, de André Delvaux
- 1971 : Un peu de soleil dans l'eau froide, de Jacques Deray
- 1972 : Nathalie Granger, de Marguerite Duras
- 1972 : Les Caïds, de Robert Enrico
- 1974 : Les Suspects, de Michel Wyn

### Televisión
- 1971 : Tartufo, de Molière, dirección de Marcel Bluwal
- 1973 : Les Enquêtes du commissaire Maigret, episodio Maigret et la jeune morte, de Claude Boissol
- 1973 : Au théâtre ce soir : Les Amants novices, de Jean Bernard-Luc, escenografía de Jacques Charon, dirección de Georges Folgoas, Teatro Marigny
- 1975 :  Las brigadas del tigre, de Victor Vicas, episodio Collection 1909

## Teatro
- 1961 : La gaviota, de Antón Chéjov, escenografía de Sacha Pitoëff, Teatro Moderne
- 1962 : Ivanov, de Antón Chéjov, escenografía de Sacha Pitoëff, Teatro Moderne
- 1964 : La dama del mar, de Henrik Ibsen, escenografía de Sacha Pitoëff, Teatro de l'Œuvre
- 1964 : Tío Vania, de Antón Chéjov, escenografía de Sacha Pitoëff, Teatro Moderne
- 1965 : El jardín de los cerezos, de Antón Chéjov, escenografía de Sacha Pitoëff, Teatro Moderne
- 1967 : La gaviota, de Antón Chéjov, escenografía de Sacha Pitoëff, Teatro Moderne
- 1967 : Enrique IV, de Luigi Pirandello, escenografía de Sacha Pitoëff, Teatro Moderne
- 1968 : Enrique IV], de Luigi Pirandello, escenografía de Sacha Pitoëff, Teatro Moderne
- 1969 : Tío Vania, de Antón Chéjov, escenografía de Sacha Pitoëff, Teatro Moderne, Teatro des Célestins
- 1969 : Suzanna Andler, de Marguerite Duras, escenografía de Tania Balachova, Teatro des Mathurins
- 1969 : Quelque chose comme Glenariff, de Danièle Lord y Henri Garcin, escenografía de Henri Garcin, Teatro des Mathurins
- 1970 : Enrique IV], de Luigi Pirandello, escenografía de Sacha Pitoëff
- 1970 : Ne réveillez pas Madame, de Jean Anouilh, escenografía del autor y Roland Piétri, Teatro de los Campos Elíseos
- 1971 : Le Goûter, de Jeannine Worms, escenografía de Jacques Échantillon, Teatro de l'Odéon
- 1972 : La Claque, de André Roussin, escenografía del autor, Teatro de la Michodière
- 1972 : Identité, de Robert Pinget, escenografía de Yves Gasc, Teatro de l'Odéon
- 1973 : La valse des toréadors de Jean Anouilh, escenografía del autor y Roland Piétri, Teatro de los Campos Elíseos
- 1975 : Lear, de Edward Bond, escenografía de Patrice Chéreau, Teatro Nacional Popular, Teatro Nacional de Bélgica, Teatro de l'Odéon